# ターン・バック (TOTOのアルバム)
『ターン・バック』（Turn Back）は、1981年に発表されたTOTOのアルバム。『宇宙の騎士』『ハイドラ』に続くサード・アルバム。全米チャートでは最高でも41位と振るわなかった。

## 収録曲
特記なき楽曲はデヴィッド・ペイチ作。
1. ギフト・ウィズ・ア・ゴールデン・ガン - "Gift with a Golden Gun" (David Paich, Bobby Kimball) – 4:00
2. イングリッシュ・アイズ - "English Eyes" (D. Paich, B. Kimball, Jeff Porcaro, Steve Porcaro) – 6:11
3. リヴ・フォー・トゥデイ - "Live for Today" (Steve Lukather) – 4:00
4. ミリオン・マイルズ・アウェイ - "A Million Miles Away" – 4:26
5. グッドバイ・エリノア - "Goodbye Elenore" – 4:52
6. スタンド・ユー・フォーエヴァー - "I Think I Could Stand You Forever" – 5:25
7. ターン・バック - "Turn Back" (B. Kimball, S. Lukather) – 3:58
8. ラスト・ナイト - "If It's the Last Night" – 4:28

収録曲のうち、「グッドバイ・エリノア」、「ラスト・ナイト」、「ターン・バック」 (B面)がシングルカットされている。

## 参加ミュージシャン
- ボビー・キンボール - ボーカル
- スティーヴ・ルカサー - ギター、ボーカル
- デヴィッド・ハンゲイト - ベースギター、ギター
- デヴィッド・ペイチ - キーボード、ボーカル
- スティーヴ・ポーカロ - キーボード、ボーカル
- ジェフ・ポーカロ - ドラム、パーカッション

ゲスト・ミュージシャン
- ジョー・ポーカロ - パーカッション（ジャズドラマーで、ポーカロ兄弟の父である）
- ロジャー・リン - シンセサイザー
- ラルフ・ディック - シンセサイザー